# Athlétisme aux Jeux olympiques d'été de 1948, résultats détaillés
Pour les podiums, voir Athlétisme aux Jeux olympiques d'été de 1948

## Sprint

### 100 mètres hommes
| Rang | Athlète               | Pays        | Performance |
| ---- | --------------------- | ----------- | ----------- |
| 1    | Harrison Dillard      | États-Unis  | 10 s 3      |
| 2    | Barney Ewell          | États-Unis  | 10 s 4      |
| 3    | Lloyd LaBeach         | Panama      | 10 s 4      |
| 4    | Alastair McCorquodale | Royaume-Uni | 10 s 4      |
| 5    | Melvin Patton         | États-Unis  | 10 s 5      |
| 6    | McDonald Bailey       | Royaume-Uni | 10 s 6      |

### 100 mètres femmes
| Rang | Athlète             | Pays        | Performance |
| ---- | ------------------- | ----------- | ----------- |
| 1    | Fanny Blankers-Koen | Pays-Bas    | 11 s 9      |
| 2    | Dorothy Manley      | Royaume-Uni | 12 s 2      |
| 3    | Shirley Strickland  | Australie   | 12 s 2      |
| 4    | Viola Myers         | Canada      | 12 s 3      |
| 5    | Patricia Jones      | Canada      | 12 s 3      |
| 6    | Cynthia Thompson    | Jamaïque    | 12 s 4      |

### 200 mètres hommes
| Rang | Athlète           | Pays       | Performance |
| ---- | ----------------- | ---------- | ----------- |
| 1    | Melvin Patton     | États-Unis | 21 s 1      |
| 2    | Barney Ewell      | États-Unis | 21 s 1      |
| 3    | Lloyd LaBeach     | Panama     | 21 s 2      |
| 4    | Herbert McKenley  | Jamaïque   | 21 s 2      |
| 5    | Clifford Bourland | États-Unis | 21 s 3      |
| 6    | Leslie Laing      | Jamaïque   | 21 s 6      |

### 200 mètres femmes
| Rang | Athlète             | Pays                   | Performance |
| ---- | ------------------- | ---------------------- | ----------- |
| 1    | Fanny Blankers-Koen | Pays-Bas               | 24 s 4      |
| 2    | Audrey Williamsson  | Royaume-Uni            | 25 s 1      |
| 3    | Audrey Patterson    | États-Unis             | 25 s 2      |
| 4    | Shirley Strickland  | Australie              | 25 s 2      |
| 5    | Margaret Walker     | Royaume-Uni            | 25 s 4      |
| 6    | Daphne Robb         | Union d'Afrique du Sud | 25 s 5      |

### 400 mètres hommes
| Rang | Athlète          | Pays       | Performance |
| ---- | ---------------- | ---------- | ----------- |
| 1    | Arthur Wint      | Jamaïque   | 46 s 2      |
| 2    | Herbert McKenley | Jamaïque   | 46 s 4      |
| 3    | Malvin Whitfield | États-Unis | 46 s 9      |
| 4    | David Bolen      | États-Unis | 47 s 2      |
| 5    | Morris Curotta   | Australie  | 47 s 9      |
| 6    | George Guida     | États-Unis | 50 s 2      |

## Course de demi-fond

### 800 mètres hommes
| Rang | Athlète              | Pays       | Performance  |
| ---- | -------------------- | ---------- | ------------ |
| 1    | Malvin Whitfield     | États-Unis | 1 min 49 s 2 |
| 2    | Arthur Wint          | Jamaïque   | 1 min 49 s 5 |
| 3    | Marcel Hansenne      | France     | 1 min 49 s 8 |
| 4    | Herbert Barten       | États-Unis | 1 min 50 s 1 |
| 5    | Ingvar Bengtsson     | Suède      | 1 min 50 s 5 |
| 6    | Robert Chambers      | États-Unis | 1 min 52 s 1 |
| 7    | Robert Chef D'Hôtel  | France     | 1 min 53 s 0 |
| 8    | Niels Holst-Sørensen | Danemark   | 1 min 53 s 4 |

### 1 500 mètres hommes
| Rang | Athlète          | Pays            | Performance  |
| ---- | ---------------- | --------------- | ------------ |
| 1    | Henry Eriksson   | Suède           | 3 min 49 s 8 |
| 2    | Lennart Strand   | Suède           | 3 min 50 s 4 |
| 3    | Willem Slijkhuis | Pays-Bas        | 3 min 50 s 4 |
| 4    | Vaclav Cevona    | Tchécoslovaquie | 3 min 51 s 2 |
| 5    | Gösta Bergkvist  | Suède           | 3 min 52 s 2 |
| 6    | Bill Nankeville  | Royaume-Uni     | 3 min 52 s 6 |
| 7    | Sandor Garay     | Hongrie         | 3 min 52 s 8 |
| 8    | Erik Jorgensen   | Danemark        | 3 min 52 s 8 |

## Course de fond

### 5 000 mètres hommes
| Rang | Athlète           | Pays            | Performance        |
| ---- | ----------------- | --------------- | ------------------ |
| 1    | Gaston Reiff      | Belgique        | 14 min 17 s 6 (RO) |
| 2    | Emil Zátopek      | Tchécoslovaquie | 14 min 17 s 8      |
| 3    | Willem Slijkhuis  | Pays-Bas        | 14 min 26 s 8      |
| 4    | Erik Ahldén       | Suède           | 14 min 28 s 6      |
| 5    | Bertil Albertsson | Suède           | 14 min 39 s 0      |
| 6    | Curtis Stone      | États-Unis      | 14 min 39 s 4      |
| 7    | Väinö Koskela     | Finlande        | 14 min 41 s 0      |
| 8    | Väinö Maxela      | Finlande        | 14 min 43 s 0      |

### 10 000 mètres hommes
| Rang | Athlète           | Pays            | Performance        |
| ---- | ----------------- | --------------- | ------------------ |
| 1    | Emil Zátopek      | Tchécoslovaquie | 29 min 59 s 6 (RO) |
| 2    | Alain Mimoun      | France          | 30 min 47 s 4      |
| 3    | Bertil Albertsson | Suède           | 30 min 53 s 6      |
| 4    | Martin Stokken    | Norvège         | 30 min 58 s 6      |
| 5    | Severt Dennolf    | Suède           | 31 min 05 s 0      |
| 6    | Ben Saïd Abdallah | France          | 31 min 07 s 8      |
| 7    | Stanley Cox       | Royaume-Uni     | 31 min 08 s 0      |
| 8    | Jim Peters        | Royaume-Uni     | 31 min 16 s 0      |

## Courses de haies

### 110 mètres haies hommes
| Rang | Athlète         | Pays       | Performance |
| ---- | --------------- | ---------- | ----------- |
| 1    | William Porter  | États-Unis | 13 s 9 (RO) |
| 2    | Clyde Scott     | États-Unis | 14 s 1      |
| 3    | Craig Dixon     | États-Unis | 14 s 1      |
| 4    | Alberto Triulzi | Argentine  | 14 s 6      |
| 5    | Peter Gardner   | Australie  | 14 s 7      |
| 6    | Håkan Lidman    | Suède      | 14 s 9      |

### 80 mètres haies femmes
| Rang | Athlète             | Pays            | Performance |
| ---- | ------------------- | --------------- | ----------- |
| 1    | Fanny Blankers-Koen | Pays-Bas        | 11 s 2      |
| 2    | Maureen Gardner     | Royaume-Uni     | 11 s 2      |
| 3    | Shirley Strickland  | Australie       | 11 s 4      |
| 4    | Yvette Monginou     | France          | 11 s 8      |
| 5    | Maria Oberbreyer    | Autriche        | 11 s 9      |
| 6    | Libuse Lomska       | Tchécoslovaquie | 11 s 9      |

### 400 mètres haies hommes
| Rang | Athlète         | Pays       | Performance |
| ---- | --------------- | ---------- | ----------- |
| 1    | Roy Cochran     | États-Unis | 51 s 1      |
| 2    | Duncan White    | Sri Lanka  | 51 s 8      |
| 3    | Rune Larsson    | Suède      | 52 s 2      |
| 4    | Richard Ault    | États-Unis | 52 s 4      |
| 5    | Yves Cros       | France     | 53 s 3      |
| 6    | Ottavio Missoni | Italie     | 54 s 2      |

### 3 000 mètres steeple hommes
| Rang | Athlète                   | Pays        | Performance  |
| ---- | ------------------------- | ----------- | ------------ |
| 1    | Thore Sjöstrand           | Suède       | 9 min 04 s 6 |
| 2    | Erik Elmsäter             | Suède       | 9 min 08 s 2 |
| 3    | Göte Hagström             | Suède       | 9 min 11 s 8 |
| 4    | Alexandre Guyodo          | France      | 9 min 13 s 6 |
| 5    | Pentti Siltaloppi         | Finlande    | 9 min 19 s 6 |
| 6    | Petar Segedin             | Yougoslavie | 9 min 20 s 4 |
| 7    | H. Browning Ross          | États-Unis  | 9 min 23 s 2 |
| 8    | Constantino Miranda Justo | Espagne     | 9 min 25 s 0 |

## Relais

### 4 × 100 mètres hommes
| Rang | Athlète                                                      | Pays        | Performance |
| ---- | ------------------------------------------------------------ | ----------- | ----------- |
| 1    | Barney Ewell Lorenzo Wright Harrison Dillard Mel Patton      | États-Unis  | 40 s 6      |
| 2    | Alastair McCorquodale John Gregory Kenneth Jones John Archer | Royaume-Uni | 41 s 3      |
| 3    | Michele Tito Enrico Perucconi Carlo Monti Antonio Siddi      | Italie      | 41 s 5      |
| 4    | -                                                            | Hongrie     | 41 s 6      |
| 5    | -                                                            | Canada      | 41 s 9      |
| 6    | -                                                            | Pays-Bas    | 41 s 9      |

### 4 × 100 mètres femmes
| Rang | Athlète                                                                                 | Pays        | Performance |
| ---- | --------------------------------------------------------------------------------------- | ----------- | ----------- |
| 1    | Xenia Stad-de Jong Netty Witziers-Timmer Gerda van der Kade-Koudijs Fanny Blankers-Koen | Pays-Bas    | 47 s 5      |
| 2    | Shirley Strickland June Maston Elizabeth McKinnon Joyce King                            | Australie   | 47 s 6      |
| 3    | Viola Myers Nancy Mackay Dianne Foster Patricia Jones                                   | Canada      | 47 s 8      |
| 4    | -                                                                                       | Royaume-Uni | 48 s 0      |
| 5    | -                                                                                       | Danemark    | 48 s 2      |
| 6    | -                                                                                       | Autriche    | 49 s 2      |

### 4 × 400 mètres hommes
| Rang | Athlète                                                           | Pays       | Performance  |
| ---- | ----------------------------------------------------------------- | ---------- | ------------ |
| 1    | Roy Cochran Clifford Bourland Arthur Harnden Mal Whitfield        | États-Unis | 3 min 10 s 2 |
| 2    | Jean Kerebel François Schewetta Robert Chef d'Hôtel Jacques Lunis | France     | 3 min 14 s 8 |
| 3    | Kurt Lundquist Lars-Erik Wolfbrandt Folke Alnevik Rune Larsson    | Suède      | 3 min 16 s 0 |
| 4    | Tauno Suvanto Olavi Talja Runar Holmberg Bertel Storskrubb        | Finlande   | 3 min 24 s 8 |
|      | Giovanni Rocca Ottavio Missoni Luigi Paterlini Antonio Siddi      | Italie     | DNF          |
|      | Arthur Wint Leslie Laing Herbert McKenley George Rhoden           | Jamaïque   | DNF          |

## Courses sur route

### Marathon hommes
| Rang | Athlète          | Pays                   | Performance       |
| ---- | ---------------- | ---------------------- | ----------------- |
| 1    | Delfo Cabrera    | Argentine              | 2 h 34 min 51 s   |
| 2    | Thomas Richards  | Royaume-Uni            | 2 h 35 min 07 s   |
| 3    | Etienne Gailly   | Belgique               | 2 h 35 min 33 s   |
| 4    | Johannes Coleman | Union d'Afrique du Sud | 2 h 36 min 06 s   |
| 5    | Eusebio Guinez   | Argentine              | 2 h 36 min 36 s   |
| 6    | Sidney Luyt      | Union d'Afrique du Sud | 2 h 38 min 11 s   |
| 7    | Gustav Ostling   | Suède                  | 2 h 38 min 40 s 6 |
| 8    | John Systad      | Norvège                | 2 h 38 min 41 s 0 |

### 10 km marche hommes
| Rang | Athlète           | Pays        | Performance   |
| ---- | ----------------- | ----------- | ------------- |
| 1    | John Mikaelsson   | Suède       | 45 min 13 s 2 |
| 2    | Ingemar Johansson | Suède       | 45 min 43 s 8 |
| 3    | Fritz Schwab      | Suisse      | 46 min 00 s 2 |
| 4    | Charles Morris    | Royaume-Uni | 46 min 04 s 0 |
| 5    | Harold Churcher   | Royaume-Uni | 46 min 28 s 0 |
| 6    | Émile Maggi       | France      | 47 min 02 s 8 |

### 50 km marche hommes
| Rang | Athlète             | Pays        | Performance     |
| ---- | ------------------- | ----------- | --------------- |
| 1    | John Ljunggren      | Suède       | 4 h 41 min 52 s |
| 2    | Gaston Godel        | Suisse      | 4 h 48 min 17 s |
| 3    | Tebbs Lloyd Johnson | Royaume-Uni | 4 h 48 min 31 s |
| 4    | Edgar Bruun         | Norvège     | 4 h 53 min 18 s |
| 5    | Harold Martineau    | Royaume-Uni | 4 h 53 min 58 s |
| 6    | Rune Bjurstrom      | Suède       | 4 h 56 min 43 s |
| 7    | Pierre Mazille      | France      | 5 h 01 min 40 s |
| 8    | Claude Hubert       | France      | 5 h 03 min 12 s |

## Sauts

### Saut en hauteur hommes
| Rang | Athlète         | Pays       | Performance |
| ---- | --------------- | ---------- | ----------- |
| 1    | John Winter     | Australie  | 1,98 m      |
| 2    | Björn Paulson   | Norvège    | 1,95 m      |
| 3    | George Stanich  | États-Unis | 1,95 m      |
| 4    | Dwight Eddleman | États-Unis | 1,95 m      |
| 5    | Georges Damitio | France     | 1,95 m      |
| 6    | Arthur Jackes   | Canada     | 1,90 m      |

### Saut en hauteur femmes
| Rang | Athlète              | Pays        | Performance |
| ---- | -------------------- | ----------- | ----------- |
| 1    | Alice Coachman       | États-Unis  | 1,68 m (RO) |
| 2    | Dorothy Tyler        | Royaume-Uni | 1,68 m (RO) |
| 3    | Micheline Ostermeyer | France      | 1,61 m      |
| 4    | Vinton Beckett       | Jamaïque    | 1,58 m      |
| 4    | Doreen Dredge        | Canada      | 1,58 m      |
| 6    | Bertha Crowther      | Royaume-Uni | 1,58 m      |
| 7    | Iso Steinegger       | Autriche    | 1,55 m      |
| 8    | Dora Gardner         | Royaume-Uni | 1,55 m      |

### Saut à la perche hommes
| Rang | Athlète         | Pays       | Performance |
| ---- | --------------- | ---------- | ----------- |
| 1    | Guinn Smith     | États-Unis | 4,30 m      |
| 2    | Erkki Kataja    | Finlande   | 4,20 m      |
| 3    | Robert Richards | États-Unis | 4,20 m      |
| 4    | Erling Kaas     | Norvège    | 4,10 m      |
| 5    | Ragnar Lundberg | Suède      | 4,10 m      |
| 6    | Richmond Morcom | États-Unis | 3,95 m      |

### Saut en longueur hommes
| Rang | Athlète             | Pays        | Performance |
| ---- | ------------------- | ----------- | ----------- |
| 1    | William Steele      | États-Unis  | 7,82 m      |
| 2    | Theodore Bruce      | Australie   | 7,55 m      |
| 3    | Herbert Douglas     | États-Unis  | 7,54 m      |
| 4    | Lorenzo Wright      | États-Unis  | 7,45 m      |
| 5    | Adegboyega Adedoyin | Royaume-Uni | 7,27 m      |
| 6    | Georges Damitio     | France      | 7,07 m      |

### Saut en longueur femmes
| Rang | Athlète                    | Pays      | Performance |
| ---- | -------------------------- | --------- | ----------- |
| 1    | Olga Gyarmati              | Hongrie   | 5,69 m      |
| 2    | Noemi Simonetto de Portela | Argentine | 5,60 m      |
| 3    | Ann-Britt Leyman           | Suède     | 5,57 m      |
| 4    | Gerda van der Kade-Koudijs | Pays-Bas  | 5,57 m      |
| 5    | Neeltje Karelse            | Pays-Bas  | 5,54 m      |
| 6    | Kathleen Russell           | Jamaïque  | 5,49 m      |
| 7    | Judy Canty                 | Australie | 5,38 m      |
| 8    | Yvonne Curtet-Chabot       | France    | 5,35 m      |

### Triple saut hommes
| Rang | Athlète             | Pays      | Performance |
| ---- | ------------------- | --------- | ----------- |
| 1    | Arne Åhman          | Suède     | 15,40 m     |
| 2    | George Avery        | Australie | 15,36 m     |
| 3    | Ruhi Sarialp        | Turquie   | 15,02 m     |
| 4    | Preben Larsen       | Danemark  | 14,83 m     |
| 5    | Geraldo de Oliveira | Brésil    | 14,82 m     |
| 6    | Valdemar Rautio     | Finlande  | 14,70 m     |

## Lancers

### Lancer du poids hommes
| Rang | Athlète             | Pays       | Performance |
| ---- | ------------------- | ---------- | ----------- |
| 1    | Wilbur Thompson     | États-Unis | 17,12 m     |
| 2    | James Delaney       | États-Unis | 16,68 m     |
| 3    | James Fuchs         | États-Unis | 16,42 m     |
| 4    | Mieczyslaw Lomowski | Pologne    | 15,43 m     |
| 5    | Gösta Arvidsson     | Suède      | 15,37 m     |
| 6    | Yrjö Lehtilä        | Finlande   | 15,05 m     |

### Lancer du poids femmes
| Rang | Athlète              | Pays            | Performance |
| ---- | -------------------- | --------------- | ----------- |
| 1    | Micheline Ostermeyer | France          | 13,75 m     |
| 2    | Amelia Piccinini     | Italie          | 13,09 m     |
| 3    | Ine Schäffer         | Autriche        | 13,08 m     |
| 4    | Paulette Veste       | France          | 12,98 m     |
| 5    | Jaroslava Komárová   | Tchécoslovaquie | 12,92 m     |
| 6    | Anni Bruk            | Autriche        | 12,50 m     |
| 7    | Maria Radosaljevic   | Yougoslavie     | 12,35 m     |
| 8    | Bevis Reid           | Royaume-Uni     | 12,17 m     |

### Lancer du disque hommes
| Rang | Athlète          | Pays       | Performance |
| ---- | ---------------- | ---------- | ----------- |
| 1    | Adolfo Consolini | Italie     | 52,78 m     |
| 2    | Giuseppe Tosi    | Italie     | 51,78 m     |
| 3    | Fortune Gordien  | États-Unis | 50,77 m     |
| 4    | Ivar Ramstad     | Norvège    | 49,21 m     |
| 5    | Ferenc Klics     | Hongrie    | 48,21 m     |
| 6    | Veikko Nyqvist   | Finlande   | 47,33 m     |

### Lancer du disque femmes
| Rang | Athlète               | Pays      | Performance |
| ---- | --------------------- | --------- | ----------- |
| 1    | Micheline Ostermeyer  | France    | 41,92 m     |
| 2    | Edera Cordiale        | Italie    | 41,17 m     |
| 3    | Jacqueline Mazéas     | France    | 40,47 m     |
| 4    | Jadwiga Wajsówna      | Pologne   | 39,30 m     |
| 5    | Charlotte Haidegger   | Autriche  | 38,81 m     |
| 6    | Anna Panhorst-Niesink | Pays-Bas  | 38,74 m     |
| 7    | Majken Aberg          | Suède     | 38,48 m     |
| 8    | Ingeborg Mello        | Argentine | 38,44 m     |

### Lancer du marteau hommes
| Rang | Athlète        | Pays        | Performance |
| ---- | -------------- | ----------- | ----------- |
| 1    | Imre Németh    | Hongrie     | 56,07 m     |
| 2    | Ivan Gubijan   | Yougoslavie | 54,27 m     |
| 3    | Robert Bennett | États-Unis  | 53,73 m     |
| 4    | Samuel Felton  | États-Unis  | 53,66 m     |
| 5    | Lauri Tamminen | Finlande    | 53,08 m     |
| 6    | Bo Ericson     | Suède       | 52,98 m     |

### Lancer du javelot hommes
| Rang | Athlète          | Pays       | Performance |
| ---- | ---------------- | ---------- | ----------- |
| 1    | Tapio Rautavaara | Finlande   | 69,77 m     |
| 2    | Stephen Seymour  | États-Unis | 67,56 m     |
| 3    | József Várszegi  | Hongrie    | 67,03 m     |
| 4    | Pauli Vesterinen | Finlande   | 65,89 m     |
| 5    | Odd Mæhlum       | Norvège    | 65,32 m     |
| 6    | Martin Biles     | États-Unis | 65,17 m     |

### Lancer du javelot femmes
| Rang | Athlète                    | Pays            | Performance |
| ---- | -------------------------- | --------------- | ----------- |
| 1    | Herma Bauma                | Autriche        | 45,57 m     |
| 2    | Kaisa Parviainen           | Finlande        | 43,79 m     |
| 3    | Lily Carlstedt             | Danemark        | 42,08 m     |
| 4    | Dorothy Dodson             | États-Unis      | 41,96 m     |
| 5    | Johanna Teunissen-Waalboer | Pays-Bas        | 40,92 m     |
| 6    | Johanna Koning             | Pays-Bas        | 40,33 m     |
| 7    | Dana Ingrova               | Tchécoslovaquie | 39,64 m     |
| 8    | Elly Dammers               | Pays-Bas        | 38,23 m     |

## Épreuves combinées

### Décathlon
| Rang | Athlète              | Pays       | Performance |
| ---- | -------------------- | ---------- | ----------- |
| 1    | Robert Mathias       | États-Unis | 7 139 pts   |
| 2    | Ignace Heinrich      | France     | 6 974 pts   |
| 3    | Floyd Simmons        | États-Unis | 6 950 pts   |
| 4    | Enrique Kistenmacher | Argentine  | 6 929 pts   |
| 5    | Erik Peter Andersson | Suède      | 6 877 pts   |
| 6    | Peter Mullins        | Australie  | 6 739 pts   |